# Hanka Bielicka

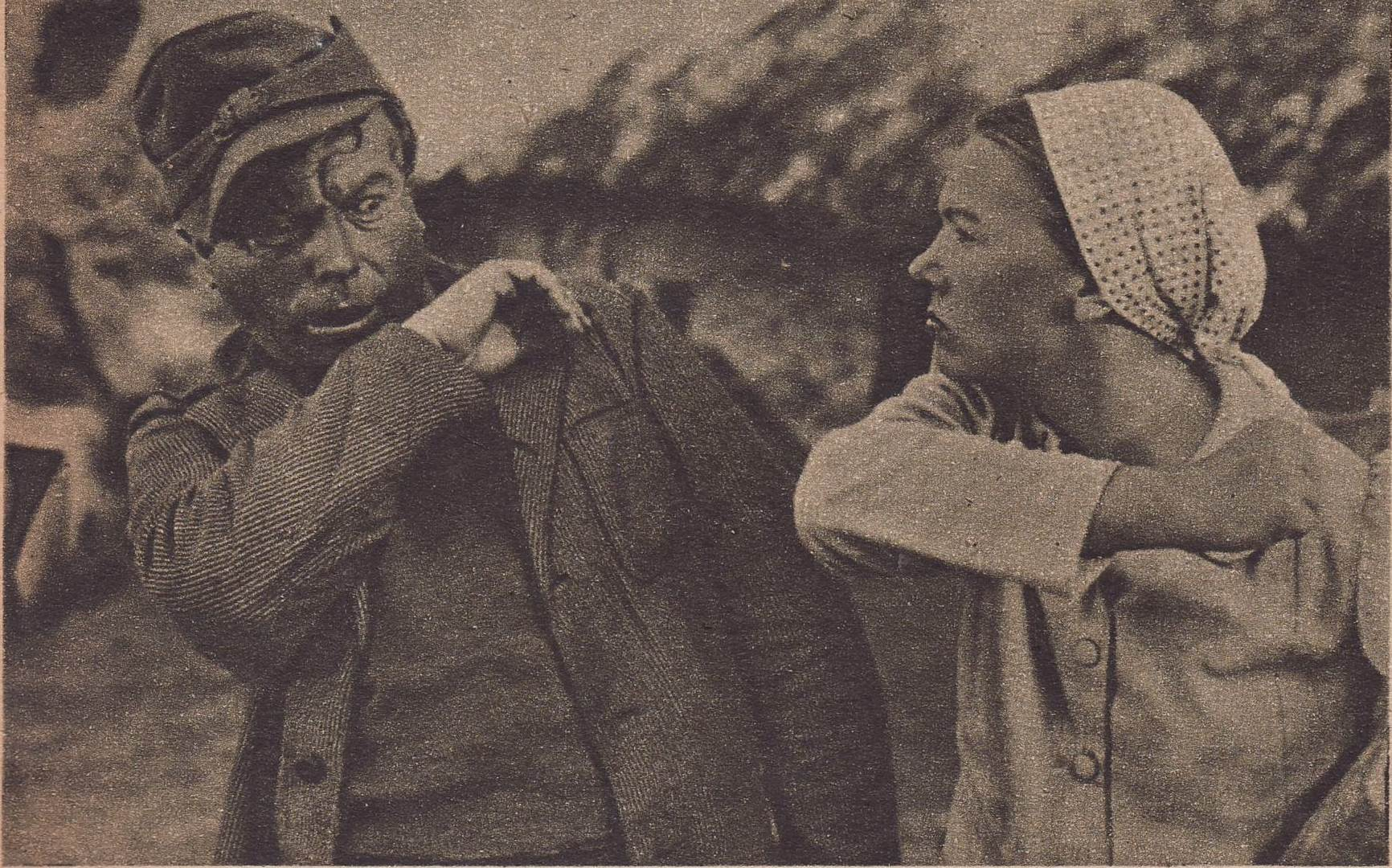
Hanka Bielicka i Jan Kurnakowicz w filmie „Jasne łany”, 1947

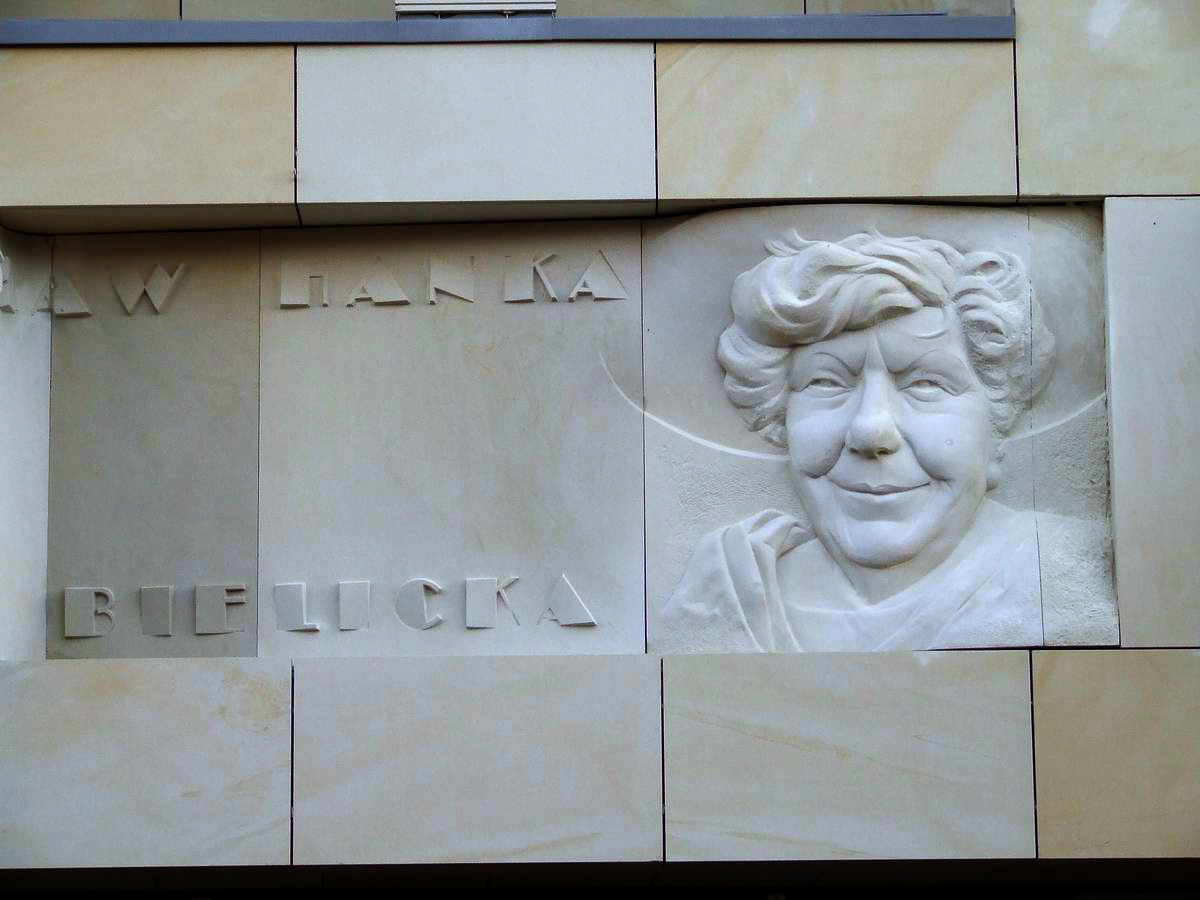
Płaskorzeźba na ścianie Kina Praha w Warszawie

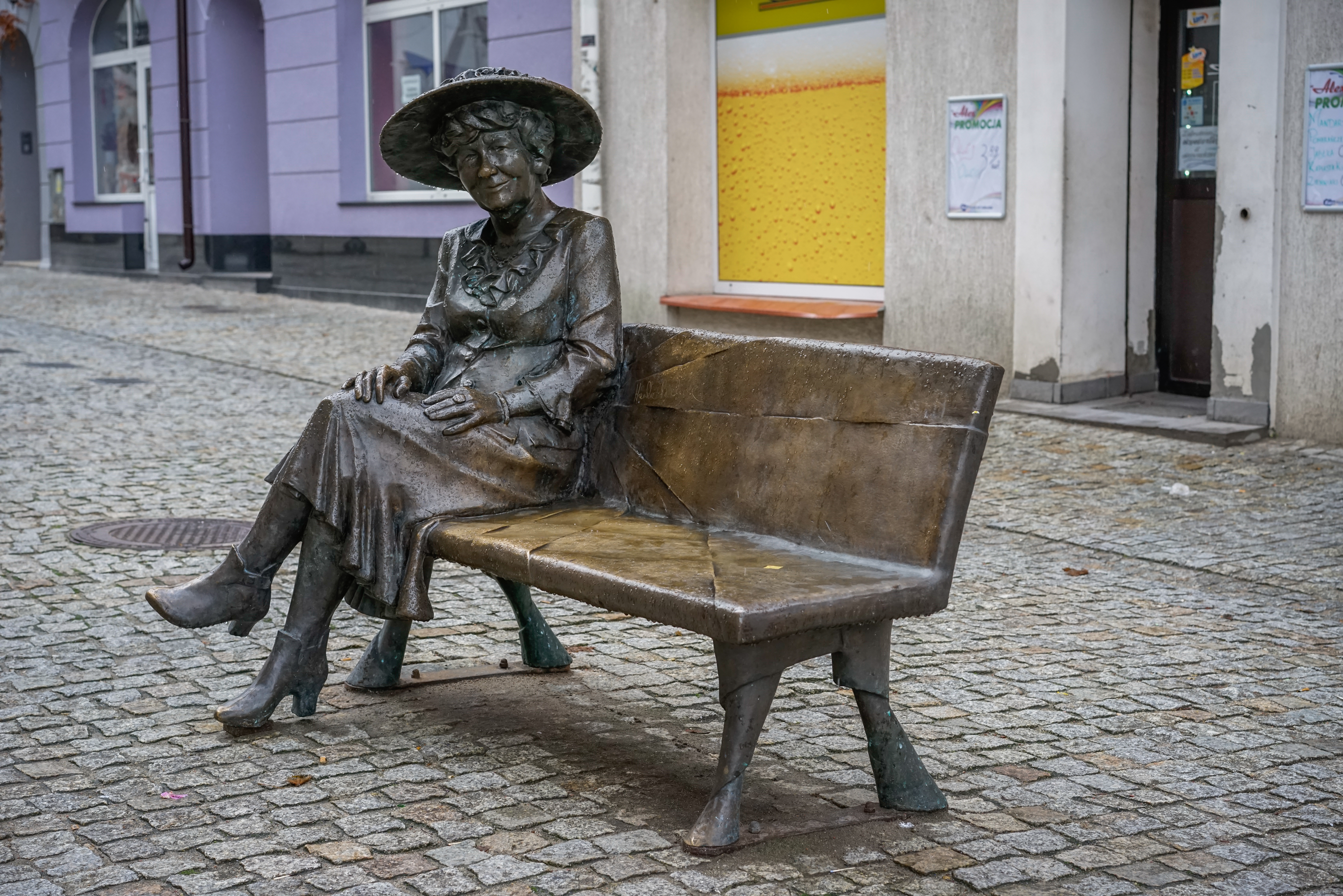
Ławeczka Hanki Bielickiej w Łomży autorstwa Michała Selerowskiego

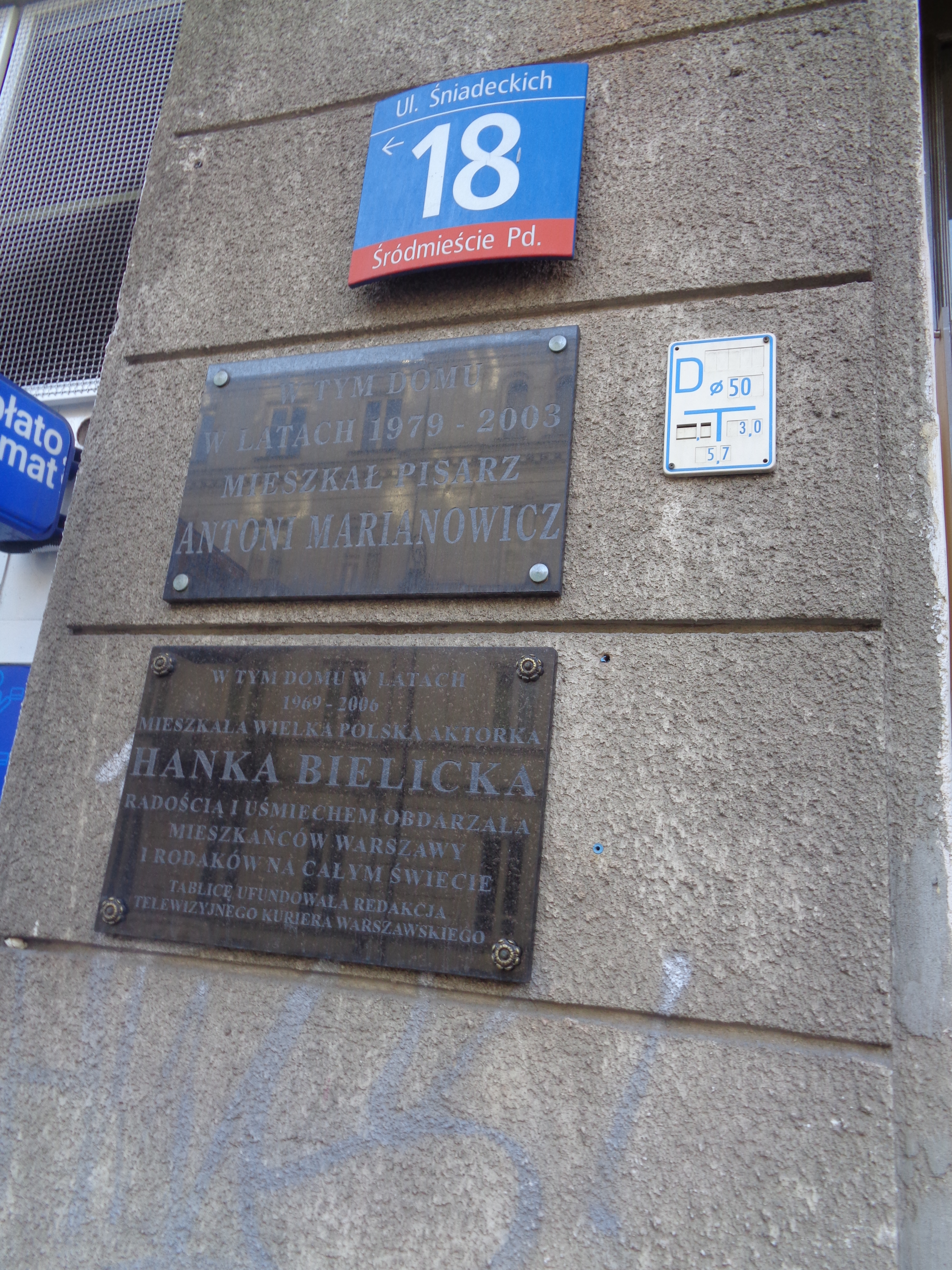
Tablice upamiętniające miejsce zamieszkania Hanki Bielickiej i Antoniego Marianowicza

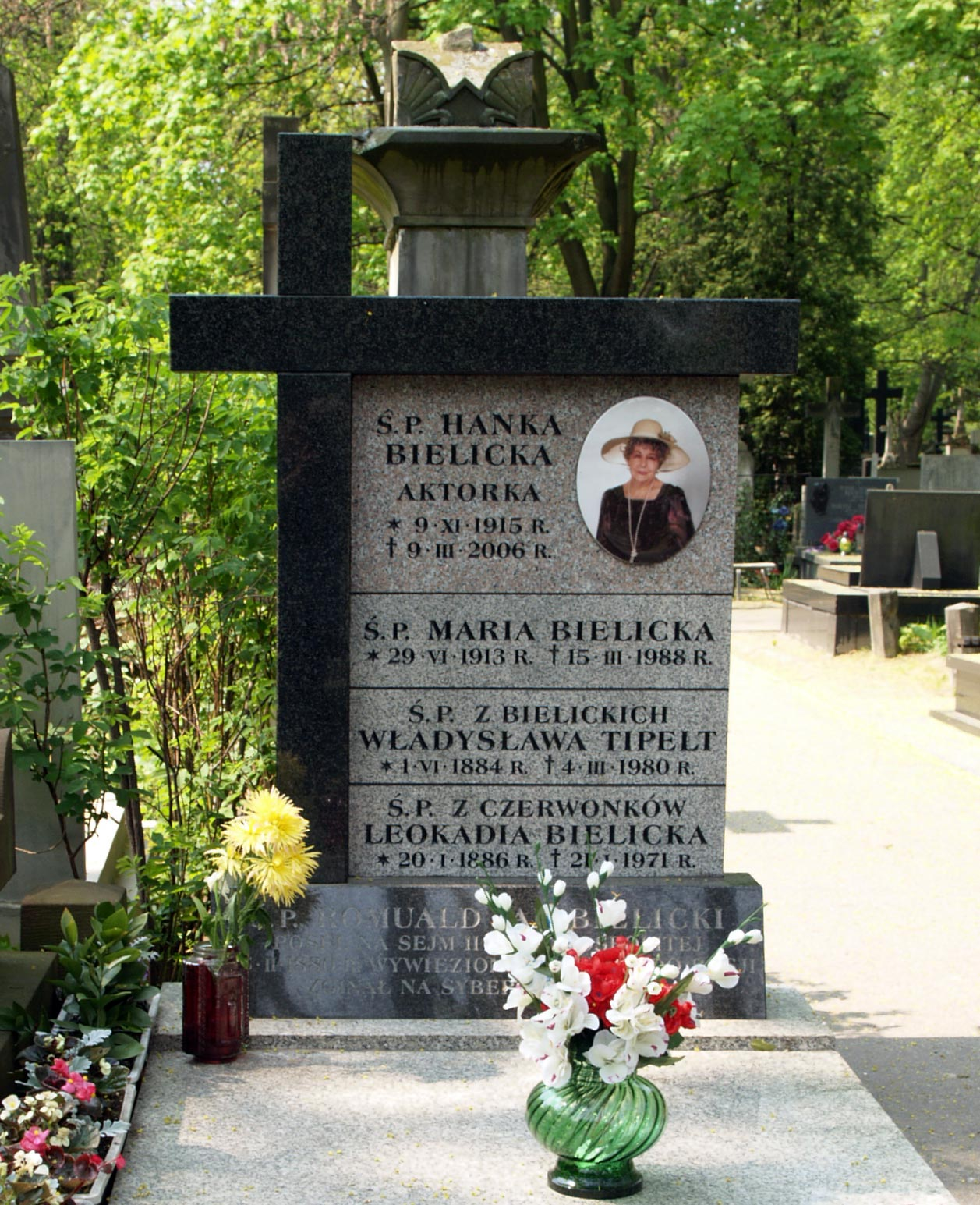
Nagrobek Hanki Bielickiej na cmentarzu Powązkowskim w Warszawie

Hanka Bielicka, właśc. Anna Weronika Bielicka (ur. 27 października?/9 listopada 1915 w Kononowce k. Połtawy, zm. 9 marca 2006 w Warszawie) – polska aktorka, artystka kabaretowa i romanistka.

## Rodzina i edukacja
Urodziła się we wsi Kononówka k. Połtawy w Imperium Rosyjskim na terenie dzisiejszej Ukrainy w czasie ucieczki rodziców – Leokadii z Czerwonków Bielickiej (1886–1971) i Romualda Bielickiego (1880–1946) – przed ofensywą państw centralnych. Jej ojciec był działaczem narodowym, posłem na Sejm II RP z ramienia Związku Ludowo-Narodowego. W 1940 został aresztowany przez NKWD. Wywieziony w głąb ZSRR zginął w niewyjaśnionych okolicznościach na Syberii. Matka po narodzinach córki została garderobianą. Miała starszą o dwa lata siostrę, Marię (1913–1988). Do 1918 mieszkała z rodziną w dworze Jana i Anny Barczewskich, a po I wojnie światowej przeniosła się do Łomży. Tam ukończyła gimnazjum żeńskie im. Marii Konopnickiej.
W młodości grała na fortepianie i śpiewała, poza tym działała w harcerstwie i uczyła się języków obcych: francuskiego i angielskiego. W 1939 ukończyła studia romanistyczne Uniwersytetu Warszawskiego (pisanie pracy magisterskiej przerwał wybuch wojny) oraz Państwowy Instytut Sztuki Teatralnej w Warszawie.

## Kariera artystyczna
Wybuch wojny uniemożliwił jej wyjazd do Francji na stypendium. W 1939 nawiązała współpracę z Teatrem na Pohulance w Wilnie, w którym zadebiutowała rolą w Świętoszku Moliera i Zielonych latach Pugeta. W wileńskich teatrach grała przez cały okres wojenny. Poza „Pohulanką”, za namową Ludwika Sempolińskiego, występowała także w kabaretach wystawianych w teatrach: Lutnia, Miniatury i Ksantypa. Po zajęciu Wilna przez Niemcy zatrudniła się jako kelnerka w restauracji „Mażojka”, w której także śpiewała i wygłaszała zabawne monologi, przygrywając sobie na pianinie. Po 1945 była związana z zespołami teatrów: Dramatycznego w Białymstoku (grała m.in. główne role w Ożenku oraz I co z takim robić), Bagatela i Kameralnego w Łodzi oraz Współczesnego (m.in. w Pensji pani Latter) i Syrena w Warszawie (m.in. w Żołnierzu królowej Madagaskaru).
W 1947 okazjonalnie występowała z kabaretem w krakowskim Kabarecie Siedem Kotów, gdzie poznała Bogdana Brzezińskiego, który stworzył dla niej postać Dziuni Pietrusińskiej, kobiety komentującej rzeczywistość sąsiedzką i ogólnospołeczną z pozycji – jak scharakteryzował ją sam autor – „paniusi miejsko-wiejskiej z dość poważnie zmąconym poczuciem własnych korzeni”. Bielicka odgrywała tę rolę na scenie kabaretowej oraz w słuchowisku radiowym Podwieczorku przy mikrofonie, w którym występowała od lutego 1958. Grała także w kabarecie Szpak. W latach 1967–1971 prowadziła w Warszawie kawiarnię Pod Gwiazdami.
Wystąpiła w ponad 20 filmach kinowych i telewizyjnych. Nie powierzano jej jednak ról pierwszoplanowych, głównie z powodu głosu, który – ceniony na estradzie – w filmie często był przeszkodą. Zagrała m.in. w filmach fabularnych: Gangsterzy i filantropi, Zakazane piosenki, Celuloza, Cafe pod Minogą, Małżeństwo z rozsądku, Piekło i niebo i Panu Wołodyjowskim (1969) oraz serialach: Wojna domowa, Palce lizać i Badziewiakowie.
Za pracę artystyczną otrzymała wiele odznaczeń i nagród. W 1977 przeszła na emeryturę, ale kontynuowała występy teatralne, estradowe i telewizyjne. Występowała także za granicą dla Polonii, m.in. w USA, Kanadzie i Australii.
W 2002 nagrała debiutancki album studyjny pt. Kazali mi śpiewać. W 1995 wystąpiła w reklamie proszku do prania BIS. W 2005 wzięła udział w reklamie leku na wątrobę Hepatil. Emisja reklamy wywołała kontrowersje.
Ostatnią rolą filmową Bielickiej była kreacja ciotki Judyty w filmie Ja wam pokażę! (2006). 1 marca 2006 wzięła udział w nagraniu programu Szymon Majewski Show, w którym żartobliwie powiedziała: Dzisiejszy wieczór będzie pod nazwą: „Bawcie się dzieci, nim babcia odleci. Był to jej ostatni telewizyjny występ.

## Charakterystyka estradowa i wizerunek
Zdzisław Gozdawa i Wacław Stępień z Teatru Syrena w Warszawie nazwali jej charakterystyczny głos „najpiękniejszą chrypką świata”, która to była skutkiem poważnej infekcji gardła. Dzięki swemu głosowi była łatwo rozpoznawalna nie tylko przez publiczność estrady, ale także przez słuchaczy radiowych.
Wygłaszała monologi z ogromnym temperamentem, witalnością i sympatią dla publiczności, posługiwała się przy tym śmiechem i uśmiechem. W czasie występów używała gwary warszawskiej, nawiązując do przedwojennego stylu życia Warszawy. Preferowała żart obyczajowy, unikając polityki.
Nieodłącznym rekwizytem na scenie i elementem jej stroju był kapelusz, najczęściej staromodny z ogromnym rondem, mimo zmieniającej się mody.

## Życie prywatne
W lipcu 1940 wyszła za Jerzego Duszyńskiego, z którym rozwiodła się po 20 latach małżeństwa. W latach 50. nawiązała romans z – wówczas żonatym – autorem tekstów i satyrykiem Jerzym Baranowskim. Po rozstaniu z nim podjęła nieudaną próbę samobójczą, następnie zadecydowała o zaniechaniu relacji uczuciowych z mężczyznami. Nie doczekała się potomstwa.
Mieszkała w Łomży przez prawie cały okres dwudziestolecia międzywojennego, a przez całe życie była silnie związana z miastem i jego środowiskiem kulturalnym. W 1968 przeprowadziła się do Warszawy, gdzie mieszkała w domu przy ul. Śniadeckich przez kolejne 37 lat, aż do śmierci.
Była znana z działalności charytatywnej, m.in. wspierała finansowo podopiecznych z domu dziecka w Łomży, Stowarzyszenie Amazonek w Łomży oraz schronisko Na Paluchu w Warszawie.

### Śmierć i pogrzeb
9 marca 2006 przed południem przeszła w szpitalu przy ul. Stefana Banacha w Warszawie operację tętniaka aorty, po której o godzinie 16:15 tego samego dnia zmarła. 10 marca polski Sejm uczcił jej pamięć minutą ciszy.
Pogrzeb artystki odbył się 16 marca. Została pochowana w grobowcu rodzinnym Bielickich na cmentarzu Powązkowskim (kwatera 37-1-1). Zgodnie z życzeniem artystki w ostatniej drodze towarzyszył jej przyjaciel ze Związku Artystów Scen Polskich Zbigniew Korpolewski, który pisał dla Bielickiej satyryczne monologi, a Jerzy Filar zagrał piosenkę „Upływa szybko życie”. Wśród żegnających aktorkę byli też m.in. Krzysztof Kolberger, Emilia Krakowska, Roman Kłosowski i Tadeusz Ross oraz żona ówczesnego prezydenta Polski Maria Kaczyńska.

## Filmografia
Obsada aktorska
- 1946: Zakazane piosenki − śpiewaczka uliczna
- 1946: Dwie godziny − sąsiadka Marty
- 1947: Jasne łany − Klechna, żona Klechy, siostra Stachy Sarnowej
- 1947: Ślepy tor − kelnerka Zosia
- 1950: Dwie brygady − aktorka Sarnecka grająca Karhanową
- 1951: Pierwsze dni − Plewina
- 1953: Sprawa do załatwienia − handlarka, pasażerka wagonu sypialnego
- 1954: Domek z kart − prezeska
- 1953: Celuloza − Szamotulska, gospodyni Szczęsnego
- 1954: Autobus odjeżdża 6.20 − Lucyna, kierowniczka hotelu robotniczego
- 1955: Irena do domu! − Kwiatkowska
- 1958: Zadzwońcie do mojej żony − Elżbieta Rybińska, szefowa Ireny
- 1959: Cafe pod Minogą − Apolonia Karaluch, służąca volksdeutscha
- 1962: Gangsterzy i filantropi − żona Kowalskiego (cz. 2)
- 1962: Dom bez okien − akrobatka parterowa Korolkiewiczowa
- 1965: Perły i dukaty − wczasowiczka Hanka
- 1966: Wojna domowa − masażystka Kowalska (odc. 15)
- 1966: Piekło i niebo − druga żona Franciszka
- 1966: Niewiarygodne przygody Marka Piegusa − Pajkertowa, matka Cześka (odc. 5)
- 1966: Małżeństwo z rozsądku − Burczykowa, matka Joanny
- 1967: Kiedy miłość była zbrodnią − listonoszka
- 1969: Pan Wołodyjowski − stolnikowa Makowiecka, siostra Wołodyjowskiego
- 1999: Palce lizać − ciotka Celina
- 1999: Badziewiakowie − ciocia (odc. 5)
- 2000: Sukces − Maria Stafford
- 2006: Ja wam pokażę! − Hania, ciotka Judyty

Polski dubbing
- 1951: Alicja w krainie czarów − ptaszek

## Ordery i odznaczenia
- Krzyż Komandorski z Gwiazdą Orderu Odrodzenia Polski (25 listopada 1994)[51]
- Krzyż Komandorski Orderu Odrodzenia Polski (1986)
- Krzyż Oficerski Orderu Odrodzenia Polski (1979)[52]
- Krzyż Kawalerski Orderu Odrodzenia Polski (1974)
- Złoty Krzyż Zasługi (1954)
- Medal 40-lecia Polski Ludowej (1984)
- Medal 10-lecia Polski Ludowej (19 stycznia 1955)[53]
- Złoty Medal „Zasłużony Kulturze Gloria Artis” (11 października 2005)[54]
- Odznaka 1000-lecia Państwa Polskiego (1967)
- Odznaka honorowa „Za Zasługi dla Warszawy” (1965)
- Złota Odznaka Honorowa Towarzystwa Polonia (1987)
- Odznaka „Za zasługi dla województwa łomżyńskiego” (1994)

## Nagrody i wyróżnienia
- Nagroda Prezesa Rady Ministrów I stopnia (1979)
- Nagroda „Wiktora” – dla osobowości telewizyjnej (1986)
- Nagroda „Super Wiktora '2000” – za całokształt twórczości (2001)
- Nagroda „Prometeusza” – za wybitne osiągnięcia estradowe (1994)
- Nagroda Specjalna „Brylantowa Kolia” przyznana podczas uroczystości „Telekamer 2002”
- Honorowa Obywatelka Miasta Łomży
- Warszawianka Roku (1968)[55]

## Upamiętnienie
- W 2007 został odsłonięty pomnik w formie ławeczki w Łomży[56].
- Od 2007 organizowany jest w Centrum Katolickim im. Jana Pawła II w Łomży coroczny Konkurs Krasomówczy im. Hanki Bielickiej pod hasłem: „Radość spod kapelusza”[57], którego najważniejszym celem jest szerzenie zamiłowania do języka ojczystego i dbałość o czystość mowy polskiej.
- 9 listopada to data urodzin Bielickiej, a zarazem data powstania Telewizyjnego Kuriera Warszawskiego. W drugą rocznicę śmierci artystki została odsłonięta pamiątkowa tablica na ścianie domu artystki przy ul. Śniadeckich 18, ufundowana przez redakcję Kuriera[58].
- W 2015 r. Poczta Polska wyemitowała zaprojektowany przez Marzannę Dąbrowską upamiętniający Hankę Bielicką znaczek pocztowy o nominale 2,35 zł należący do serii „Ludzie kina i teatru”[59].